# Paroisse des Natchitoches
La paroisse des Natchitoches (Français louisianais : Les Natchitoches) (anglais : Natchitoches Parish) est une paroisse de l'État de Louisiane aux États-Unis. Le siège est la ville de Natchitoches.
Elle était peuplée de 39 080 habitants en 2000. Elle a une superficie de 3 253 km2 de terre émergée et 12 km2 d’eau. 
La paroisse est enclavée entre la paroisse de Bienville au nord, la paroisse de Winn au nord-est, la paroisse de Grant à l'est, la paroisse des Rapides au sud-est, la paroisse de Vernon au sud, la paroisse de Sabine au sud-ouest et les paroisses de  De Soto et de Red River au nord-ouest.  

## Histoire
En 1701, le Canadien-français Jean-Baptiste Le Moyne de Bienville parvint jusqu'au village des indiens Natchitoches et des Cadodaquious sur la rivière Rouge. 
En 1714, Louis Juchereau de Saint-Denis emprunta la rivière Rouge afin d'étendre l'influence française en vue de trouver des mines et de développer le commerce avec les Espagnols. Déjà les années précédentes, il avait noué des contacts avec les indiens Natchitoches. 
Entre 1715 et 1717, la zone d'influence de la Louisiane française s'étendit grâce à la construction de plusieurs forts dans l'intérieur du pays. Le poste des Natchitoches, créé en 1716, ou fort Saint-Jean-Baptiste, sur la rivière Rouge, à la limite de l'ancien empire espagnol, permit aux Français de s'affilier les groupes de la confédération caddo. Dans les années 1730, on produisait un peu de tabac aux Natchitoches. Ce fut, en Basse-Louisiane, le poste des Natchitoches qui connut un important essor grâce aux commerce avec les Espagnols voisins et la culture du tabac. Ce commerce était principalement développé avec le poste espagnol des Adayes.  
Par le poste des Natchitoches les tribus indiennes fournissaient aux soldats français et aux colons français du maïs, des volailles, ainsi que du poisson, du gibier, de l'huile d'ours, contre des marchandises de traite importées de métropole.

## Démographie
Lors du recensement de 2000, les 39 080 habitants de la paroisse se divisaient en 57,85 % de « Blancs », 38,43 % de « Noirs » et d’Afro-Américains, 1,08 % d’Amérindiens, 0,44 % d’Asiatiques, ainsi que 0,92 % de non-répertoriés ci-dessus et 1,27 % de personnes métissées.
La grande majorité des habitants de la paroisse (96,87 %) ne parlent que l'anglais ; la paroisse comptait 0,93 % qui parle le français ou le français cadien à la maison, soit 339 personnes qui ont plus de cinq ans parlant au moins une fois par jour la « langue de Molière » .

## Municipalités
| - Ashland - Campti - Clarence | - Goldonna - Marthaville - Melrose | - Natchez - Natchitoches - Powhatan | - Provençal - Robeline |

## Localités non incorporées
| - Cloutierville - Creston | - Fairview Alpha - Grand Ecore | - Melrose |